# Festival Elixir
Le festival Elixir est un festival de rock qui s'est tenu de 1979 à 1987 en Bretagne dans différents lieux du Finistère (Plomodiern, Irvillac, Plounéour-Trez, Saint-Pabu, Brest et Bannalec) et du Morbihan à Guéhenno et même à Toulouse et Athènes.

## Historique
Le festival est né à Irvillac, près de Landerneau, les 14 et 15 juillet 1979, proposant alors une affiche folk celtique. 10 000 personnes viennent écouter John Martyn, Dan Ar Braz ou encore Bert Jansh dans les champs du lieu-dit Créach Carnel. L'idée est née de deux cousins agriculteurs d'une vingtaine d’années, Jean-Paul et Pierre Billant, qui avaient fondé leur propre association, Elixir, afin de proposer des concerts à Landerneau. Ils font alors appel à Gérard Pont, libraire brestois âgé de 20 ans, pour les aider à monter le festival. 
Lors de la deuxième édition à Plounéour-Trez en 1980, les têtes d'affiche sont Murray Head et Donovan.
Toujours dans le Finistère, il a résonné ensuite à Plomodiern en 1981 avec notamment le groupe America puis Saint-Pabu en 1982. Il est alors considéré comme le cinquième festival en Europe, après Nyon et Reading.
Les années suivantes, le festival Élixir est organisé à Guéhenno en 1983 (les 16 et 17 juillet), à nouveau à Saint-Pabu en 1984 (les 14 et 15 juillet) et à nouveau à Guéhenno en 1985 désormais sous l'appellation "Rockscène" (à la demande de Nouvelles Frontières, l'équipe organise la même année une édition alternative en Grèce à Athènes), à Brest en 1986 (au stade Francis Le Blé) et à Bannalec en 1987.
Premier gros festival de rock en France, il a accueilli de nombreuses stars de l'époque, comme Moon Martin, Joe Jackson, Steve Hackett, Jimmy Cliff (1982), Dan Ar Braz, Fairport Convention, The Stranglers (1983, 1985), Simple Minds (1983), Joe Cocker (1983), Stray Cats (1984), The Band (1984), Marillion (1984), Orchestral Manoeuvres in the Dark (1984), Nina Hagen (1984, 1985), Culture Club (1985), The Clash (1985), Leonard Cohen (1985), The Cure (1985), Fela Kuti, Midnight Oil (1985), Kim Wilde, Depeche Mode (1985), Talk Talk (1985) ou Téléphone (1985). 
Précurseur dans de nombreux aspects (accueil, scènes multiples, commodités...), Elixir a été à l'origine de plusieurs festivals bretons créés après sa disparition: Festival Tamaris, Les Vieilles Charrues, Festival du bout du monde, Festival du chant de marin.
«Nous sommes des descendants d'Elixir, qui a tracé le premier sillon des Charrues » déclare Jean-Jacques Toux, programmateur des "Vieilles Charrues".

### Vidéographie
- Nos Années Elixir , documentaire de Georges Pont et Jérôme Réhier, 2017, Morgane Production / France Télévisions, voir en ligne